# 吴扬明
吴扬明（1944年8月10日—1995年12月29日），安徽省潁上县陈店乡大谢村小何庄人，被立王创始人，1995年因强奸罪被判处死刑并被枪决。
吴扬明初中毕业后在家务农，1979年成为基督教徒。1983年安徽省打击取缔“呼喊派”时被捕，经收审教育后释放。1986年12月，颍上县公安机关打击取缔“呼喊派”活动时，吴扬明等骨干分子再次被逮捕，经收审教育后再次释放。1987年再次因散布“世界末日”及反政府谣言被捕，被判处有期徒刑一年。1988年出狱后，吴扬明歪解箴言8章23节和路加福音2章34节，自封为被立王。他的追随者甚至认为现在的中国应该由被立王来统领。被立王同时预言世界末日即将来临，而解决的办法是多结被立王的果子，人们可以不再干活。他以“世界末日即将来临”为由，多次强奸妇女并且敲诈勒索。1995年8月28日，公安部在给安徽省公安厅《关于对“被立王”组织依法定性的批复》（公政【1995】第470号）中，认定“被立王”为邪教组织。1995年1月7日，吴扬明被安徽省蚌埠市公安机关抓获。同年12月29日，蚌埠市中级人民法院以强奸罪判处吴扬明死刑，立即执行。